# Koi ni koishite/Special morning day to you
Koi ni koishite/Special morning day to you (jap. 恋に恋して／Special morning day to you) – trzydziesty ósmy singel japońskiej piosenkarki Mai Kuraki, wydany 15 sierpnia 2012 roku. Utwór Koi ni koishite został wykorzystany jako 43 ending (odc. 667–686) anime Detektyw Conan. Singel osiągnął 7 pozycję w rankingu Oricon i pozostał na liście przez 8 tygodni, sprzedał się w nakładzie 21 970 egzemplarzy.

## Lista utworów
| CD  |                                                                   |                                                           |                                                           |                                                           |      |
| Nr  | Tytuł                                                             | Słowa                                                     | Kompozycja                                                | Aranżacja                                                 | Czas |
| 1.  | "Koi ni koishite" (jap. 恋に恋して)                               | Mai Kuraki, GIORGIO 13                                    | GIORGIO CANCEMI                                           | Cybersound                                                | 4:12 |
| 2.  | "Special morning day to you"                                      | Mai Kuraki                                                | Akihito Tokunaga                                          | Akihito Tokunaga                                          | 4:38 |
| 3.  | "Koi ni koishite -Instrumental-" (jap. 恋に恋して -Instrumental-) |                                                           | GIORGIO CANCEMI                                           | Cybersound                                                | 4:12 |
| 4.  | "Special morning day to you -Instrumental-"                       |                                                           | Akihito Tokunaga                                          | Akihito Tokunaga                                          | 4:37 |
| DVD |                                                                   |                                                           |                                                           |                                                           |      |
| Nr  | Tytuł                                                             | Tytuł                                                     | Tytuł                                                     | Tytuł                                                     | Czas |
| 1.  | "Koi ni koishite" (jap. 恋に恋して) -Music Clip-                  | "Koi ni koishite" (jap. 恋に恋して) -Music Clip-          | "Koi ni koishite" (jap. 恋に恋して) -Music Clip-          | "Koi ni koishite" (jap. 恋に恋して) -Music Clip-          |      |
| 2.  | "ICEFIELD -TV CM 3 shurui-" (jap. ICEFIELD -TV CM 3種類-)         | "ICEFIELD -TV CM 3 shurui-" (jap. ICEFIELD -TV CM 3種類-) | "ICEFIELD -TV CM 3 shurui-" (jap. ICEFIELD -TV CM 3種類-) | "ICEFIELD -TV CM 3 shurui-" (jap. ICEFIELD -TV CM 3種類-) |      |

## Notowania
| Lista                                 | Pozycja |
| ------------------------------------- | ------- |
| Oricon Daily Singles Chart            | 2       |
| Oricon Weekly Singles Chart           | 7       |
| Oricon Monthly Singles Chart          | 37      |
| Billboard Japan Hot 100               | 13      |
| Billboard JAPAN HOT 100 Singles Sales | 10      |
| Billboard JAPAN HOT 100 Airplay       | 72      |
| Billboard JAPAN HOT Animation         | 2       |
| CDTV                                  | 6       |